# القوات البرية التركية
القوات البرية التركية (بالتركية: Türk Kara Kuvvetleri)‏ هي القوات البرية التابعة للقوات المسلحة التركية. وهي من أضخم القوات البرية حول العالم ويقدر تعداها بزهاء 402 ألف جندي نظامي وهو ثاني أضخم جيش في حلف الناتو بعد الجيش الأمريكي.